# Bruner Hill
Bruner Hill är en kulle i Antarktis. Den ligger i Västantarktis. Inget land gör anspråk på området. Toppen på Bruner Hill är 770 meter över havet, eller 173 meter över den omgivande terrängen. Bredden vid basen är 5,6 km.
Terrängen runt Bruner Hill är kuperad österut, men västerut är den platt. Trakten är obefolkad. Det finns inga samhällen i närheten.